# Bill Moggridge
William Grant „Bill” Moggridge (n.25 iunie 1943, Londra, Marea Britanie – d.8 septembrie 2012, San Francisco, California) a fost un designer britanic, autor și educator, cofondator companie de design IDEO și directorul Cooper-Hewitt, National Design Museum din New York.. Este realizatorul primului laptop din lume, Grid Compass.

## Biografie
A studiat design-ul industrial design între anii 1962-1965 la "Central St Martins College of Art and Design", Londra,. În 1965, și-a continuat studiile în SUA, unde și-a găsit primul job, de designer în cadrul companiei de design în domeniul echipamentelor de spital, American Sterilizer Co., în Erie, Pennsylvania. În 1969, Moggridge s-a reîntors la Londra pentru a-și continua studiile în domeniul tipografiei și comunicațiilor.
A fost un pionier în adoptarea unei abordări în proiectarea centrată pe om, și promotorul designului interacțiunii ca o disciplină.
Lui Bill Moggridge îi aparține citatul: "If there is a simple, easy principle that binds everything I have done together, it is my interest in people and their relationship to things."
A murit de cancer la vârsta de 69 de ani și, chiar dacă nu este foarte cunoscut, ideile sale in domeniul designului industrial au avut un impact deosebit.

## Activitatea profesională

### Design industrial
În 1969, Moggridge a fondat prima sa companie, "Moggridge Associates", având sediul la domiciliul său. În 1972, a proiectat primul său computer, un minicomputer personal, care nu a fost produs pe scară largă
În anul 1982, a proiectat primul laptop din lume, Grid Compass  un computer pliabil care a fost folosit si pe naveta spatiala Discovery in 1985. Pentru aceasta, a fost premiat de National Design Awards, cu premiul Prince Philip Designers Prize..
A mai realizat designul minicalculatoarelor de birou de la CompuDesk, precum și al telefoanelor mobile Dancall DCT 5000.

### Activitatea academică
Între anii 1983-2010, Moggridge a fost profesor la Stanford University, în domeniul designului industrial., și la Institutul de Design Hasso Plattner.

### Activitatea de producător în cinematografie
În anul 2009, Moggridge a apărut în filmul documentar produs de Gary Hustwit, Objectified Arhivat în 15 martie 2009, la Wayback Machine..
În 2010, a produs un film de scurt metraj, Professor Poubelle, despre profesorul Doug Wilde, unul dintre profesorii de la Universitatea Stanford.

### Lucrări publicate
- Designing Interactions, The MIT Press, 2006, (ISBN 0262134748).
- Designing Media, The MIT Press, 2010, (ISBN 0262014858).